# Anopheles nili
Anopheles nili este o specie de țânțari din genul Anopheles. A fost descrisă pentru prima dată de Theobald în anul 1904. Conform Catalogue of Life specia Anopheles nili nu are subspecii cunoscute.